# イド・ド・ブローニュ
イド・ド・ブローニュ （Ide de Boulogne、1040年? - 1113年）は、ブローニュ伯ウスタシュ2世の妃。カール大帝の子孫にあたる。下ロレーヌ公ゴドフロワ3世（2世）の子。ローマ教皇ステファヌス9世の姪にあたる。彼女はその信仰心と慎み深さで列福された。聖名祝日は4月13日である。

## 生涯
マンステールビルザン修道院で教育を受けたイドは、17歳、1056年頃にウスタシュ2世と結婚した。夫妻には優れた子供3人が生まれ、ウスタシュとイドはキリスト教教育を授けた。
大いなる信仰心から、彼女はベネディクト会のノートルダム・ド・ベック修道院院長であるカンタベリーのアンセルムスの精神的な指導下にあった。彼らが交わした書簡の一部が現存している。彼女はしばしば、十字軍に参加している息子ゴドフロワの武運を祈り、聖地の聖遺物を受け取り、息子の保護下にある数多くの修道院に寄進した。
1087年に夫が死ぬと、所領と財産の管理はイドに託された。彼女はこの資産を使って貧者を助け、教会や修道院を建立または修復した。特に自らが学んだマンステールビルザン、ブローニュのノートルダム教会、サン・ウルメール教会が知られる。多くの修道院がピカルディに建設され、そのうちの1つサン・ヴァースト修道院にイドは埋葬された。遺体は何度も移転を繰り返したあと、最終的にバイユーのベネディクト会派修道院に埋葬された。1478年、ルイ11世はイドをブローニュおよびその伯領の守護人とした。

## 子女
- ウスタシュ3世（1058年 - 1125年） - ブローニュ伯
- ゴドフロワ（1061年 - 1100年） - 下ロートリンゲン公、エルサレム初代聖墓守護者
- ボードゥアン（1065年 - 1118年） - 初代エデッサ伯、初代エルサレム王